# دانييلا فيجا
دانييلا فيجا هيرنانديز (بالإسبانية: Daniela Vega)‏ هي ممثلة ومغنية ميزو-سوبرانو من تشيلي ولدت عام 1989 م. تُعرف دانييلا بشكل كبير بدورها في في الفيلم الفائز بجائزة الأوسكار عام 2017 م امرأة رائعة. في حفل توزيع جوائز الأوسكار التسعون أصبحت دانييلا أول شخص متحول جنسيا يقدم حفل جائزة الأوسكار. وفي عام 2018 م، أدرجتها مجلة تايم ضمن قائمة أكثر الأشخاص تأثيرا في العالم.

## النشأة
ولدت دانييلا بكونها ذكرا في الثالث من يونيو عام 1989 م. وقد كانت ولادتها في مدينة سان ميغيل الواقعة في محافظة سانتياغو. كانت دانييلا أول مولود لكل من أليخاندرو فيجا إنوستروزا وساندرا ديل كارمن هيرنانديز دي لا كواردا. وكانت قد بدأت بتعلم الأوبّرا مع جدتها في سن الثامنة.
بعد أن تقدمت بالسن، التحقت بمدرسة للذكور وعندما أصبحت في سن المراهقة المتأخرة قررت أن تتحول من ذكر إلى أنثى. وقد كان ذلك بدعم من من والديها وأخيها الأصغر نيكولاس، وهذا كان على عكس الطبيعة السائدة المحافظة في تشيلي تلك الأيام. ولأنها متحولة جنسيا فلم تحصل على فرصة مناسبة لها، الشيء الذي جعلها تشعر بالإحباط، ولكن والديها كانا مساندين لها؛ إذ ساعداها لتلتحق بمدرسة تجميل ثم لاحقا بمدرسة للمسرح.

## الحياة المهنية
طلب من دانييلا من قبل مخرج وكاتب لتشارك في لوحة تمثيلية على المسرح عن التحول الجنسي وأن تستخدم تجربتها أساسا لذلك. وكان من نتائج هذه المشاركة أن مثلت في مسرحية مارتن دي لا بارا La mujer Mariposa (أو المرأة الفراشة). هذا الشيء الذي مثلته بقي في الأذهان لثمان سنين لاحقة، كما حصلت على فرصة للغناء في ذات الموقف. وخلال تلك المدة كان لها حضور في العديد من الأعمال لا سيما Migrante أو المهاجر، وهو عمل يتكلم عن الهجرة. وقد كان لظهورها في مقطع مرئي موسيقي في أغنية ماريا لمانويل غارسيا دورا كبيرا في تعريف الناس بها. هذا العمل الموسيقي المرئي كان بالتعاون مع مؤسسة تعنى بمنع الانتحار بين الشواذ جنسياً، من أجل رفع الوعي في حالات الانتحار بين الشواذ في عمر المراهقة كما تقول تلك المؤسسة. وفي عام 2014 م أيضا، لعبت دانييلا دورها الدرامي الأول في فيلم سينمائي وهو الضيف؛ إذ لعبت دور المتحولة جنسياً وعلاقة ذلك بوالدها.

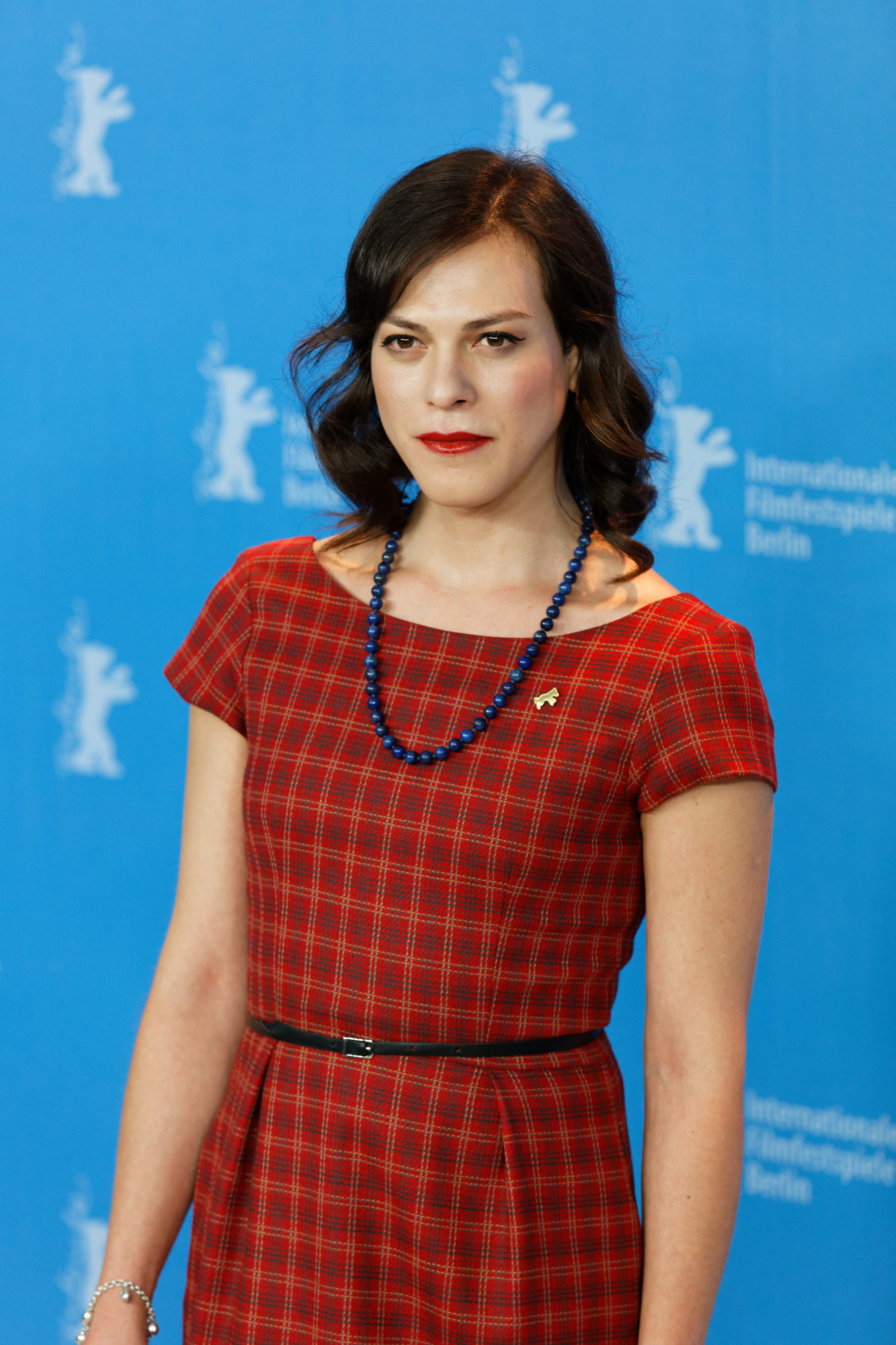
فيجا في حفل مهرجان برلين السينمائي الدولي عام 2017 م.

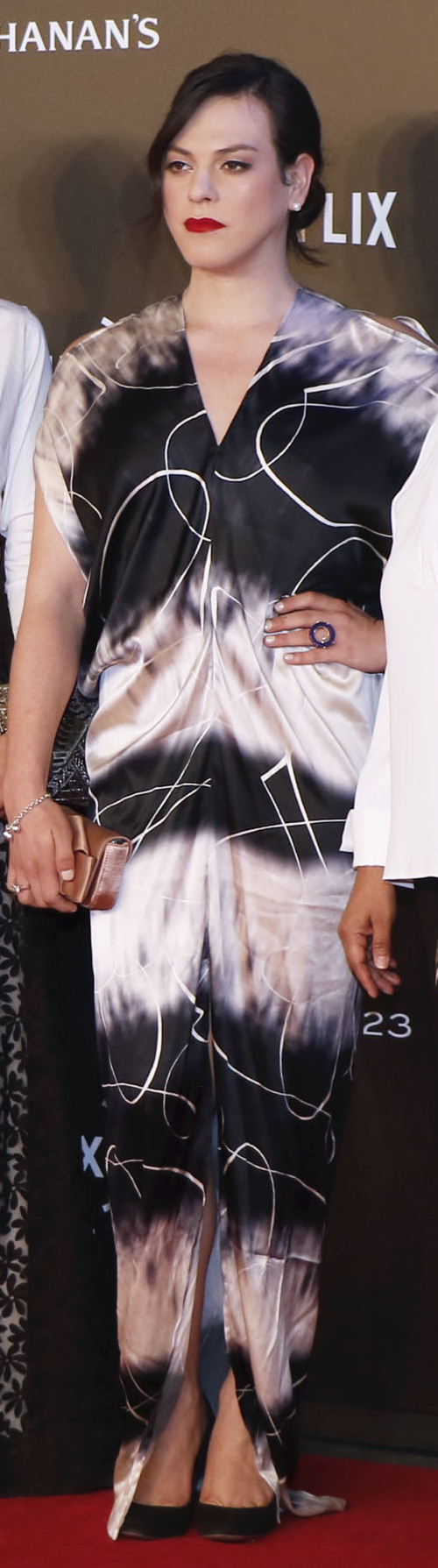
فيجا على السجادة الحمراء في حفل فينكس بالمكسيك عام 2017 م.

شهدت الدورة 67 لمهرجان برلين السينمائي الدولي إطلاق فيلم امرأة رائعة للمخرج سيبستيان ليليو، وهو الفيلم الذي لاقى فيه دورها استحسانا رائجا بين النقاد. وقد كان الفيلمى سدور حول قصة كل من ماريانا (دانييلا فيجا) وأورلاندو (فرانشيسكو رايز) الرجل الكبير الذي تقع ماريانا في حبه ويخططان للمستقبل. وبعد مرض أورلاندو وموته يتحتم عليها الظهور للأسرة وللمجتمع والإعلان عن نفسها بأنها امرأة رائعة.

## الصورة الإعلامية
فيا أصبحت أول متحول جنسي في التاريخ يقدم حفل جائزة الأوسكار، وذلك عام 2018 م. كما أردجت مجلة تايم اسمها ضمن قائمتها الخاصة بأكثر 100 شخصية مؤثرة في العالم لذات العام.

## الأعمال الفنية

### الأفلام
| العنوان     | السنة | الدور                       | المخرج                                          | ملاحظات | مرجع |
| ----------- | ----- | --------------------------- | ----------------------------------------------- | ------- | ---- |
| الضيف       | 2014  | إلينا                       | ماوريكو لوبيز فيرنانديز العنوان الأصيلLa Visita | [ 15 ]  |      |
| امرأة رائعة | 2017  | مارينا فيدال سيبستيان ليليو | العنوان الأصيل Una mujer fantástica             | [ 23 ]  |      |

### المرناة
| العنوان        | السنة | الدور | القناة  | ملاحظات | مراجع |
| -------------- | ----- | ----- | ------- | ------- | ----- |
| حكايات المدينة | 2019  | يسيلا | نتفليكس |         |       |

## الجوائز والترشيحات
| السنة | الجائزة                                   | العمل       | الصنف                          | النتيجة | مرجع   |
| ----- | ----------------------------------------- | ----------- | ------------------------------ | ------- | ------ |
| 2015  | 17èmes Rencontres du Cinéma sud-américain | الضيف       | أفضل ممثلة                     | فوز     | [ 24 ] |
| 2017  | مهرجان ليما                               | امرأة رائعة | أفضل ممثلة                     | فوز     | [ 25 ] |
| 2017  | مهرجان فينكس                              | امرأة رائعة | أفضل ممثلة                     | فوز     | [ 26 ] |
| 2017  | مهرجان هافانا السينمائي                   | امرأة رائعة | أفضل ممثلة                     | فوز     | [ 27 ] |
| 2018  | مهرجان خريف بالم السينمائي                | امرأة رائعة | أفضل ممثلة في فيلم بلغة أجنبية | فوز     | [ 28 ] |
| 2018  | جوائز دوريان                              | امرأة رائعة | أفضل ممثلة في العام            | رُشِّح     | [ 29 ] |
| 2018  | جوائز دوريان                              | نفسها       | جائزة النجم الصاعد             | رُشِّح     | [ 29 ] |
| 2018  | International Cinephile Society Awards    | امرأة رائعة | أفضل ممثلة                     | رُشِّح     | [ 30 ] |
| 2018  | جوائز كالوتشي                             | امرأة رائعة | أفض ممثلة قائدة                | فوز     | [ 31 ] |
| 2018  | جوائز بلاتينو                             | امرأة رائعة | أفضل ممثلة                     | فوز     | [ 32 ] |

## وصلات خارجية
- دانييلا فيجا على موقع IMDb (الإنجليزية)
- دانييلا فيجا على موقع ألو سيني (الفرنسية)
- دانييلا فيجا على موقع قاعدة بيانات الفيلم (الإنجليزية)
- دانييلا فيجا على موقع كينوبويسك (الروسية)
- دانييلا فيجا في قاعدة بيانات الأفلام على الإنترنت